# AnyDesk
AnyDesk — програма для віддаленого доступу до стільниці, яку розповсюджує AnyDesk Software GmbH. Власницький застосунок забезпечує незалежний від платформи віддалений доступ до персональних комп'ютерів та інших пристроїв, на яких працює головний застосунок. Надає можливості дистанційного керування, передавання файлів і VPN. Часто використовується для шахрайства з технічною підтримкою та інших видів шахрайства з віддаленим доступом.

## Компанія
AnyDesk Software GmbH засновано 2014 року в Штутгарті, Німеччина, і зараз вона має дочірні компанії в США, Китаї та Гонконгу, а також інноваційний центр у Грузії.
У травні 2018 року AnyDesk забезпечила фінансування в розмірі 6,5 млн євро в раунді серії A, який очолює EQT Ventures. Ще один раунд інвестицій у січні 2020 року приніс AnyDesk понад двадцять мільйонів доларів спільного фінансування.

## Програмне забезпечення
AnyDesk використовує власницький відеокодек «DeskRT». Він дозволяє користувачам отримати високоякісне відео та звук і звести обсяг передаваних даних до мінімуму.
AnyDesk спирається на віддалений моніторинг і керування, а також служби керування мобільними пристроями, такими як Atera та Microsoft Intune.

### Можливості
Доступність функцій залежить від ліцензії. Деякі основні функції включають:
- Віддалений доступ для кількох операційних систем (Windows, Linux, macOS, iOS, Android тощо)
- Передавання файлів
- Віддалений друк
- VPN
- Неконтрольований доступ
- Біла дошка
- Auto-Discovery (автоматичний аналіз локальної мережі)
- Чат
- REST-API
- Custom-Clients
- Протокол сесії
- Двофакторна автентифікація
- Індивідуальний хост-сервер

## Безпека
AnyDesk використовує TLS-1.2 з автентифікованим шифруванням. Кожне з'єднання між клієнтами захищено AES-256. Коли можна встановити пряме мережеве з'єднання, сеанс шифрується наскрізно, а його дані не маршрутизуються через сервери AnyDesk. Крім того, можливий білий список вхідних підключень.

## Зловживання
AnyDesk — один із багатьох інструментів, які використовують для шахрайства з технічною підтримкою та інших шахрайств із віддаленим доступом. Користувач може його встановити на комп'ютери та смартфони з повними правами адміністратора. Це надає користувачеві хосту повний доступ до гостьового комп'ютера через інтернет і, як і всі програми віддаленого робочого столу, є серйозним ризиком для безпеки в разі підключення до ненадійного хосту.

### Шахрайство з мобільним доступом
У лютому 2019 року Резервний банк Індії попередив про нові цифрові банківські шахрайства, прямо згадавши AnyDesk як канал атаки. Загальна процедура шахрайства така: шахраї змушують жертв завантажити на свій мобільний телефон AnyDesk із магазину Google Play, зазвичай імітуючи службу підтримки клієнтів законних компаній. Потім вони переконують жертву повідомити дев'ятизначний код доступу та надати певні дозволи. Після отримання дозволів, якщо не вжито інших заходів безпеки, шахраї зазвичай переказують гроші за допомогою індійського єдиного платіжного інтерфейсу. За даними кіберполіції Кашміру, подібна афера мала місце 2020 року.

### Поєднання з програмами-вимагачами
У травні 2018 року японська фірма з кібербезпеки Trend Micro виявила, що кіберзлочинці включили в AnyDesk новий варіант програми-вимагача, можливо, як тактику обходу, що маскує справжню мету програми-вимагача під час виконання процедури шифрування.

### Шахрайство з технічною підтримкою
Шахраї використовують AnyDesk та подібне програмне забезпечення для віддаленого робочого столу, щоб отримати повний доступ до комп'ютера жертви, видаючи себе за особу технічної підтримки. Жертву просять завантажити та встановити AnyDesk і надати зловмисникам доступ. Отримавши доступ, зловмисники можуть керувати комп'ютером і переміщувати особисті файли та конфіденційні дані.
2017 року британський інтернет-провайдер TalkTalk заборонив використання TeamViewer і подібного програмного забезпечення в усіх своїх мережах після того, як шахраї телефонували жертвам і вмовляли їх надати доступ до свого комп'ютера. Програмне забезпечення видалили з чорного списку лише після налаштування попередження про шахрайство. У вересні 2021 року Державний банк Індії порадив клієнтам не встановлювати AnyDesk або подібні програми. У березні 2022 року Федеральне бюро розслідувань видало рекомендації щодо кібербезпеки, зазначивши, що програмне забезпечення AnyDesk використовувалося в операціях групи програм-вимагачів AvosLocker.
2023 року компанія AnyDesk, у рамках ініціативи по боротьбі з шахрайством у сфері технічної підтримки та зловживанням програмним забезпеченням для віддаленого доступу, оголосила про створення в партнерстві з кількома відомими борцями зі шахрайством «Групи з боротьби із шахрайством». До робочої групи увійшли Джим Браунінг, Кітбога та Скамер Пейбек.